# Al-ʿAzīz
Abū l-Mansūr Nizār ibn al-Muʿizz (arabisch أبو المنصور نزار بن المعز, DMG Abū l-Manṣūr Nizār b. al-Muʿizz; * 10. Mai 955 in Mahdia; † 13. Oktober 996 in Bilbeis) war ab 975 bis zu seinem Tod unter dem Herrschernamen al-ʿAzīz billah (العزيز بالله / al-ʿAzīz biʾllāh / ‚der durch Gott Mächtige‘), in der deutschsprachigen Literatur kurz al-Aziz genannt, der fünfte Kalif der Fatimiden und der fünfzehnte Imam der Schia der Ismailiten.

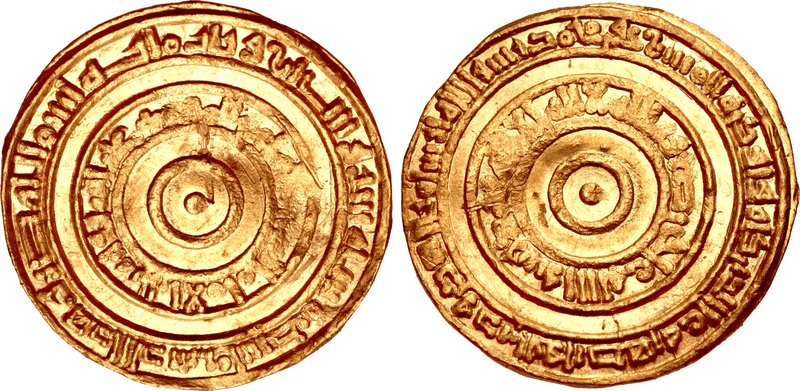
Golddinar des al-Aziz, geprägt in Palästina.

## Leben

### Frühe Jahre
Prinz Nizar wurde am 10. Mai 955 als dritter Sohn des Kalifen al-Muizz geboren. Seine Mutter, die Hauptkonkubine des Vaters (as-Sayyida al-Muʿizzīya), hieß Durzan (gest. 995) und war von arabisch-beduinischer Herkunft. Wohl wegen ihrer Gesangskunst wurde sie auch „Gezwitscher“ (Taġrīd) genannt. Die älteren Brüder des Prinzen waren Tamim (gest. ~984/86) und Abdallah (gest. 974), von denen der Zweitgeborene zum Nachfolger des Vaters designiert wurde. Als Fünfzehnjähriger ist Nizar erstmals Vater geworden, als ihm seine erste Konkubine (gest. 995) im Jahr 970 eine Tochter gebar, die als „Herrin des Reiches“ (Sitt al-Mulk) bekannt wurde. Wohl etwas später wurde er auch Vater eines ersten Sohnes, der allerdings noch im Kindesalter verstarb.
Im Jahr 973 siedelte die Kalifenfamilie samt ihrem Hofstaat von „Afrika“ (Ifrīqiya, heute Tunesien) in ihre neue Palaststadt Kairo in Ägypten um. Schon im Jahr darauf ist Kronprinz Abdallah an einer Krankheit verstorben, von der auch der Vater befallen wurde. Am 23. Dezember 975 wurde Nizar unter Ausschluss der Öffentlichkeit vom schwerkranken Vater zum neuen Nachfolger designiert. Sein älterer noch lebender Bruder Tamim wurde in dieser Entscheidung erneut übergangen. Nur wenige Tage darauf ist al-Muizz gestorben, doch wurde sein Tod über sechs Monate lang geheim gehalten um die Herrschaftsübernahme Nizars so reibungslos wie nur möglich gestalten zu können. Erst zum Schlachtopferfest am 9. August 976 wurde der Tod des alten und die Inthronisierung des neuen Kalifen mit dem Herrschernamen „der durch Gott Mächtige“ (al-ʿAzīz biʾllāh) dem Volk verkündet. 979 hatte der Kalif eine nicht näher identifizierte Cousine geheiratet, die er mit einer Mitgift von 200.000 Golddinar ausstattete. Aber sein zweiter Sohn Mansur wurde ihm am 18. August 985 aus der Verbindung mit einer christlich-melkitischen Konkubine geboren, der auch sein Nachfolger als Kalif al-Hakim (gest. 1021) werden sollte.

### Herrschaft
Als Königsmacher des Jahres 976 hatte sich in Kairo zunächst noch der altgediente General Dschauhar as-Siqillī, der Eroberer Ägyptens, profilieren können, der die ersten Monate unter al-ʿAzīz sogar als eigentlicher Regent amtierte. Nach dessen Niederlage in Syrien 978 aber übernahm der Kalif persönlich die Zügel des Staates und bestellte erst am 18. April 979 den vom Judentum zum Islam konvertierten Yaqub ibn Killis zum neuen Wesir, der zu einem lebenslangen Freund und Vertrauten des al-ʿAzīz, ja zum eigentlichen Architekt des Fatimidenstaates wurde. Damit begann eine zweiundzwanzig Jahre andauernde fruchtbare Zusammenarbeit zwischen Kalif und Wesir, die Ägypten in eine fast hundert Jahre andauernde Ära innerer Stabilität und Prosperität führte. Gestützt auf einer von Christen und Juden dominierten Beamtenschaft, die das Erbe der byzantinischen Staatskunst repräsentierte, konnte eine Erneuerung des ägyptischen Verwaltungsapparats vorgenommen werden, der die Grundlagen für die große Machtentfaltung der Fatimiden unter al-ʿAzīz und den ihm unmittelbar nachfolgenden Kalifen legte. Durch Investitionen in Sicherheit und Infrastruktur, einer funktionierenden Rechtsprechung, effizienten Steuererhebung und stabilen Währung wurde der Aufstieg des Nillandes sowohl wirtschaftlich wie politisch zur zweiten Großmacht des östlichen Mittelmeerraums neben dem byzantinischen Reich ermöglicht.
Der neue Wohlstand wurde auch in einer umfangreichen Bautätigkeit und Förderung der Gelehrsamkeit durch den Kalif und seinem Wesir erkennbar. Weil sich die Gelehrten der sunnitischen Amr-Moschee weigerten die Grundsätze der ismailitischen Rechtsschule in ihren Lehrplan aufzunehmen und in ihren Rechtsgutachten (fatwā) zu berücksichtigen, stiftete al-ʿAzīz nach dem Rat seines Wesirs im Jahr 988 fünfunddreißig Lehrstühle für die ismailitische Schule an der al-Azhar-Moschee, womit er der eigentliche Begründer der bis heute bedeutendsten Lehreinrichtung für islamisches Recht wurde. Zum Ramadan desselben Jahres wurde vor dem Nordtor Bab al-Futuh das Fundament für die neue al-Anwar-Moschee gelegt, die die zu klein gewordene al-Azhar als Freitagsmoschee ablösen sollte. Genau fünf Jahre im Mondkalender später zum Ramadan 993 konnte die immer noch im Bau befindliche al-Anwar von al-ʿAzīz eingeweiht werden, der zu diesem Anlass seinen Sohn Mansur unter dem goldenen Sonnenschirm (miẓalla) der Öffentlichkeit und damit als seinen Nachfolger präsentierte.
Unter al-ʿAzīz hat die Genealogie seiner Dynastie ihre endgültige Form erhalten (siehe Stammtafel der schiitischen Imame). Offiziell haben die Imam-Kalifen der Fatimiden zwar nie einen Stammbaum präsentiert, im Disput mit dem rivalisierenden Kalifenhof der Abbasiden von Bagdad aber sahen sie sich genötigt die Legitimität ihres Kalifats zu begründen und die Grundlage dieser Legitimation beruhte auf ihre beanspruchte Abstammung von der Prophetentochter Fatima aus deren Ehe mit Ali. Doch der mächtige Schutzherr der sunnitischen Abbasiden, der Schiit Adud ad-Daula (gest. 983), der ungeachtet dessen die ismailitische Mission in seinem Herrschaftsbereich duldete, verlangte dazu eine detaillierte Stellungnahme aus Kairo. Unter entscheidender Mitwirkung des Ibn Killis wurde der Stammbaum erstellt, so wie er bis heute in der ismailitischen Schia anerkannt ist. Die genealogische Anknüpfung der Fatimiden an die Nachkommen Alis wurde dabei über den Urahn der Dynastie und Gründer der ismailitischen Mission Abdallah al-Akbar hergestellt, der laut ihrem Bekenntnis ein leiblicher Sohn des siebten Imams Muhammad ibn Ismail gewesen und damit ein Nachkomme des Propheten in achter Generation war. Anders als die Abbasiden, die als Angehörige des weit umfassenden Clans der Quraisch nur entfernt mit dem Propheten verwandt waren, konnten die Fatimiden so eine direkte Abstammung gelten machen. Seitens der Abbasiden wurde diese Abstammung als betrügerische Fiktion deklariert. Gestützt auf ein Gutachten ihnen gesinnter Scherifen/„Edlen“, also anerkannten Nachkommen des Prophetenhauses, wiesen sie die Genealogie der Fatimiden und damit deren Anspruch auf das Kalifat zurück. Je nach vertretenem Standpunkt wird dieser Aspekt noch heute in der Geschichtswissenschaft kontrovers behandelt.
Bereits am 23. Februar 991 war Ibn Killis gestorben. Al-ʿAzīz sprach für ihn das Totengebet und legte ihn mit eigener Hand ins Grab. Erst 994 vertraute der Kalif die Aufsicht über die Ministerien wieder einer Person an, dem koptischen Christ Isa ibn Nasturus (gest. 997), der allerdings nicht den Titel des Wesirs erhielt.

### Eroberung von Damaskus
Das bestimmende Thema in der Herrschaft des al-ʿAzīz war die Fortsetzung der territorialen Expansion des fatimidischen Kalifats nach Osten, mit der Überwindung des sunnitischen Kalifats der Abbasiden in Bagdad als Endziel. Nach der unter seinem Vater vollendeten Eroberung Ägyptens, hatte für ihn nun jene von Palästina und Syrien erste Priorität. In den vorangegangenen Jahren waren die fatimidischen Heere hier allerdings auf den starken Widerstand der Scharren der Qarmaten, der abtrünnigen Schwestersekte der Ismailiten, sowie auf den kriegstüchtigen türkischen Machthaber Alp Tegin gestoßen. Im Juli 976 führte General Dschauhar as-Siqillī das fatimidische Heer ein weiteres Mal nach Syrien, doch scheiterte er dort bei der Belagerung von Damaskus, worauf er sich verlustreich nach Aschkelon zurückziehen musste und dort seinerseits von den Qarmaten belagert wurde. Nach über einem Jahr hatte der General schließlich im März 978 unter demütigen Bedingungen kapitulieren müssen, konnte aber nach Ägypten abziehen, wo er in den Ruhestand versetzt wurde. Nun zog al-ʿAzīz persönlich an der Spitze eines Heeres nach Syrien, als letzter Fatimidenkalif überhaupt trat er als Feldheer auf. Nachdem er Palästina im Handstreich unterworfen hatte, konnte er am 15. August 978 in der Schlacht am Mühlenfluss einen vollständigen Sieg über Alp Tegin erringen, der dabei gefangen genommen wurde. Im Triumph konnte al-ʿAzīz am 28. Oktober 978 nach Kairo zurückkehren, aber Syrien selbst blieb die kommenden Jahre im Zustand der Anarchie zurück, da es den fatimidischen Heeren nicht gelang die stark befestigte Hauptstadt Damaskus einzunehmen, oder die notorisch unbotmäßigen Beduinenstämme zu unterwerfen.
Als Konsequenz der sich wiederholenden Misserfolge unternahm die Regierung unter Federführung des Wesirs Ibn Killis eine Heeresreform. Das fatimidische Heer war traditionell geprägt von Aufgeboten berberischer Stammeskrieger, vorzugsweise aus den Stämmen der Kutama, die zwar als kriegstüchtig galten, sich aber aufgrund ihrer leichten Bewaffnung auf dem syrischen Kriegsschauplatz gegenüber den ihnen dort entgegentretenden Aufgeboten der Dailamiten und Türken als unterlegen erwiesen. Gerade die Türken waren wesentlich schwerer gerüstet und bewaffnet und verfügten über eine militärisch professionellere Disziplin. Um das Kräfteverhältnis zu ändern wurde das fatimidische Heer nun in großem Stil mit türkischen und dailamitischen Kontingenten ergänzt, die als Militärsklaven (mamlūk) erworben wurden und die fortan das prägende Element im ägyptischen Kriegswesen darstellten. Die so erst entstandene Kriegerkaste der Mamluken sollte noch über Jahrhunderte hinaus die Geschicke Ägyptens mitbestimmen und noch gegen Napoleon Bonaparte vor den Pyramiden kämpfen.
Im Sommer 982 konnte das neu formierte Fatimidenheer unter dem Kommando des Türken Yal Tegin ins Feld geführt werden. Nach einem vollständigen Sieg über die Banu Tayyi wurde Palästina endgültig für das Kalifat erobert. Darauf erfolgte die Einnahme von Karak und damit die Sicherung der Transjordanebene bis hinunter zum Golf von Akaba und mit ihr die Pilgerroute nach Mekka. Im Anschluss wandte sich das Heer nach Norden und eroberte die Grenzfestung Laodicea am Orontes. Den Schwung der erfolgreichen Offensive ausnutzend, erhielt Yal Tegin im Frühjahr 983 die Order direkt gegen Damaskus zu ziehen. Ein erneuter Anlauf zur Eroberung der syrischen Hauptstadt erschien viel versprechend, da im März jenes Jahres der Beschützer des Abbasidenkalifats Adud ad-Daula gestorben war und die Stadt auf keine Unterstützung aus Bagdad hoffen konnte. Nach einer etwas mehr als dreimonatigen Belagerung ergab sich Damaskus am 12. Juli 983 und fortan wurde hier der Name des Fatimiden in der Freitagspredigt gesprochen.

### Letzte Jahre
Die Expansion der fatimidischen Macht nach Syrien hatte diese vor neue Herausforderungen gestellt, da parallel zu ihr auch jene des byzantinischen Reichs in Begriff stand, in diesem Raum auszugreifen. Im Verständnis des christlichen Byzanz entsprach seine Expansionspolitik einer religiös konditionierten „Reconquista“, galt es doch seine vor dreihundert Jahren an die muslimischen Araber verloren gegangenen Provinzen für die Christenheit zurückzuerobern. Im selben Jahr als die Fatimiden Ägypten eroberten (969), hatte Byzanz unter Kaiser Johannes I. Tzimiskes die nordsyrische Kapitale Antiochien erobert und das Fürstentum Aleppo zu einem tributpflichtigen Vasallen gemacht. Die dreizehn Jahre später aus anderer Richtung erfolgte Offensive der Fatimiden ließ beide Mächte im nordsyrischen Raum aufeinanderprallen. Schon die Eroberung Laodikäas 982 markierte den Beginn der direkten Konfrontation, wurde diese Grenzfeste doch dem byzantinischen Reich abgenommen.
Im Spätjahr 983 unternahm ein fatimidisches Heer einen Angriff auf Aleppo um die Eroberung Nordsyriens zu vollenden, doch musste es sich wieder zurückziehen, als ein überlegenes byzantinisches Entsatzheer unter Bardas Phokas der Stadt zu Hilfe eilte. Byzanz betrachtete Aleppo als unter seinem Schutz stehenden Vasallen, auch wenn die Stadt von der muslimischen Sippe der Hamdaniden regiert wurde. Die Lage verkomplizierte sich 985 durch die formelle Unterwerfung des Emirs Sa’d ad-Daula unter die fatimidische Oberhoheit, was wiederum von dem nicht minder machtbewussten Kaiser Basileios II. als Verrat erkannt wurde. Den Tod des Emirs im Dezember 991 suchte al-ʿAzīz zur endgültigen Einnahme von Aleppo zu nutzen, womit er einen mehrjährigen wechselvollen Krieg mit Byzanz um diese Stadt aufnahm. Als sich der Sieg der fatimidischen Heere abzuzeichnen begann, erschien im Mai 995 unerwartet Kaiser Basileios II. mit einer großen Heeresmacht in Syrien, von der die fatimidischen Feldherren nach Damaskus zurückwichen. Innerhalb weniger Wochen gewann der Kaiser die Kontrolle über das Orontes-Tal zurück, eroberte Homs und befestigte Tortosa als südlichsten Vorposten seines Reiches gegen das Fatimidenkalifat.
Im August 995, nachdem seine Mutter und seine erste Konkubine gestorben waren, nahm al-ʿAzīz in Kairo die Rüstungen zu einer groß angelegten Offensive nach Syrien auf, die er selbst anzuführen gedachte um den Kampf gegen Kaiser Basileios II. persönlich auszutragen. Der Feldzug sollte parallel dazu von einer Seeoperation begleitet werden. Noch vor Jahresende ging bei ihm die Nachricht vom Abzug des Kaisers nach Konstantinopel und dessen Offerte nach einem auf sieben Jahre begrenzten Waffenstillstand ein, auf die al-ʿAzīz bereitwillig einging. Trotzdem ließ er die Rüstungen fortsetzen und im Frühjahr 996 sein Lager in Bilbeis beziehen. Am 15. Mai 996 wurde die gerade zum Auslaufen bereit gemeldete Flotte noch im Hafen liegend in einem Feuer vernichtet. Besonders die aufgebrachten Kutama-Berber witterten dahinter einen von Christen begangenen Sabotageakt, worauf es in Kairo zu pogromartigen Ausschreitungen kam, denen über einhundert Christen zum Opfer fielen, darunter der nestorianische Bischof. Der christliche Chefminister Isa ibn Nasturus konnte die Lage unter Kontrolle bringen und einige Verantwortliche bestrafen, doch hatte er sich damit unter den Kutama zum Feind gemacht. In aller Eile konnte eine neue Flotte aus 24 Schiffen zu Wasser gebracht werden, die umgehend auslief um die bereits aufgenommene Belagerung von Tortosa zu unterstützen, doch wurde sie in einem Sturm an die Levanteküste getrieben, wo sie den Byzantinern in die Hände fiel.
Zu dieser Zeit litt al-ʿAzīz selbst schon an einer chronischen Krankheit, die als Kolik und Steinleiden beschrieben wird. Am 13. Oktober 996 ritt er in Bekleidung seines Sohnes Mansur zwischen dem Mittags- und Nachmittagsgebet in das Badehaus von Bilbeis aus. Der Augenzeuge ar-Rudhbari erinnerte sich, dass der schon deutlich gezeichnete Kalif dem Volk nicht mehr wie gewohnt zuwinken konnte. Im Ankleidezimmer des Bades schickte al-ʿAzīz seinen Sohn zum Spielen in den Vorgarten hinaus, nicht mehr als eine Stunde später wurde der Kalif noch in selbem Raum von dem Eunuch Bardschawan (gest. 1000) tot aufgefunden. Der nahm den Herrscherturban an sich, um ihn als Weitergabe der Kalifenwürde auf den Kopf des auf einen Baum kletternden Prinzen aufzusetzen. Kalif al-Hakim erinnerte sich später in Anwesenheit seines Vertrauten al-Musabbihi (gest. 1029) an die Begebenheiten rund um den Tod seines Vaters und dem Beginn seines Kalifats.

## Quelle
- Ibn Challikan: „Das Ableben bedeutender Persönlichkeiten und die Nachrichten über die Söhne der Zeit“ (Wafayāt al-aʿyān wa-anbāʾ abnāʾ az-zamān), hrsg. von William Mac Guckin de Slane: Ibn Khallikan’s biographical dictionary, Bd. 3 (1868), S. 525–530.